# ウッカーマルク郡

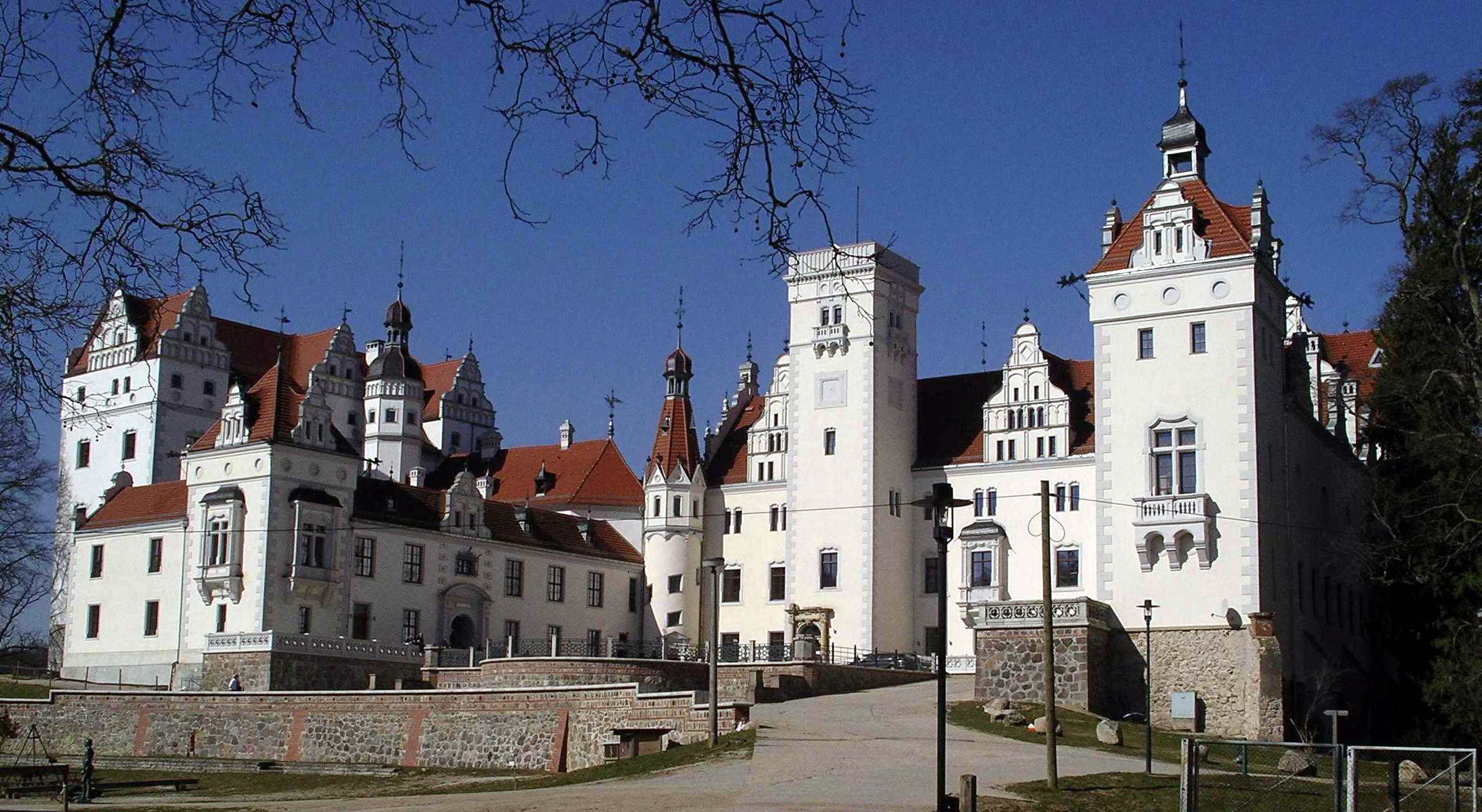
は郡内で最も有名な名所の一つである

ウッカーマルク郡 (ドイツ語: Landkreis Uckermark) は、ドイツ、ブランデンブルク州北東部の郡である。当郡は面積3058 km²で、1993年12月から2011年9月までドイツ最大の郡であった。

## 地理
ウッカーマルク郡は、ブランデンブルク州の北東の端に位置し、ポーランドとの国境に接している。郡の領域はウッカーマルク地方の大部分を占める。同地方にはウッカーマルク湖沼群があり、多くの湖がある。景観としてのウッカーマルクの北方の一部は、メクレンブルク＝フォアポンメルン州に属している（メクレンブルギッシェ＝ゼーエンプラッテ郡、フォアポンメルン＝グライフスヴァルト郡）。アムト・ガルツ (オーダー)と同じく、以前のフォアポンメルンの領域が、再びブランデンブルク州ウッカーマルク郡となった。南西部では森林地帯ショルフハイデにかかっている。
隣接する郡は、北部ではメクレンブルク＝フォアポンメルン州のメクレンブルギッシェ＝ゼーエンプラッテ郡とフォアポンメルン＝グライフスヴァルト郡、南部ではバルニム郡、西部ではオーバーハーフェル郡である。東部のオーダー川は、ポーランドとの長い国境線となっている。ポーランドにはポリツェ郡（ドイツ語名：ペーリッツ）、グリフィノ郡（ドイツ語名：グライフェンハーゲン）がある。

### 自然保護区域
ウッカーマルク郡には、自然保護区域が57ある。最大のものはメルツォウアー・フォルスト（「メルツォウ林」）で、面積は2,830.66 ha、最小はアイスケラーベルゲ＝オース・バイ・マルヒョウ（「マルヒョウ近郊にある氷室の山々、エスカー」）で、面積は5.16 haである。

## 歴史
ウッカーマルクは歴史的景観であり、1945年まで数百年にわたりプロイセンのブランデンブルク州（Provinz, プロヴィンツ）に属し、複数の郡が置かれていた。第二次世界大戦後はソ連占領地域となり、オーダー＝ナイセ線の西側の残余部分でブランデンブルク州（Land, ラント）が新設された。
1949年にドイツ民主共和国（東ドイツ）が建国されると、1952年には州制度が廃止された。ウッカーマルク地方には、ノイブランデンブルク県に属するプレンツラウ郡、シュトラースブルク郡、テンプリーン郡、フランクフルト（オーダー）県に属するアンガーミュンデ郡が置かれた。シュヴェート/オーダーは、フランクフルト（オーダー）県の郡独立市となった。
1990年に州が再設置されると、ウッカーマルク地方は、メクレンブルク＝フォアポンメルン州に残留したシュトラースブルク (ウッカーマルク)を除いて、ブランデンブルク州に属することになった。プレンツラウ郡とテンプリーン郡では住民アンケート調査が行われ、圧倒的多数でブランデンブルク州への帰属が支持された。都市ブリュッソウ、フォアポンメルンのパーゼヴァルク郡とシュトラースブルク郡の15の町村では住民投票が行われ、ブランデンブルク州への帰属が決定した。
1993年ブランデンブルク州郡改革の一環として12月6日にウッカーマルク郡が編成され、郡庁はプレンツラウに定められた。領域は旧アンガーミュンデ郡、プレンツラウ郡、テンプリーン郡、以前は郡独立市であったシュヴェート/オーダーからなっている。現在のウッカーマルク北東部は、歴史的景観としてのウッカーマルクには属さず、1945年以前はプロイセンのポンメルン州の一部であった。

## 人口動態
以下の表は、ウッカーマルク郡の人口動態を示している（1990年は10月3日付、1991年からは12月31日付け）。数値は統計時の郡域によるものである（当郡成立以前の1990年から1992年の数値は、1993年12月6日の領域に合わせた数値）。
| 年   | 人口    |
| ---- | ------- |
| 1990 | 170,409 |
| 1991 | 165,542 |
| 1992 | 165,115 |
| 1993 | 163,719 |
| 1994 | 162,022 |

| 年   | 人口    |
| ---- | ------- |
| 1995 | 160,310 |
| 1996 | 159,029 |
| 1997 | 157,663 |
| 1998 | 155,723 |
| 1999 | 154,086 |

| 年   | 人口    |
| ---- | ------- |
| 2000 | 151,740 |
| 2001 | 148,606 |
| 2002 | 145,715 |
| 2003 | 143,411 |
| 2004 | 141,454 |

| 年   | 人口    |
| ---- | ------- |
| 2005 | 139,326 |
| 2006 | 137,378 |
| 2007 | 134,958 |
| 2008 | 132,837 |
| 2009 | 131,115 |

| 年   | 人口    |
| ---- | ------- |
| 2010 | 129,738 |
| 2011 | 123,731 |
| 2012 | 122,484 |
| 2013 | 121,326 |
| 2014 | 120,829 |

- 現在の郡域の人口動態と予測
- 1875年からの人口動態（領域は今日のもの）
- 人口動態予測
- 年齢構成予測

ベルリン＝ブランデンブルク統計局は、最新の人口予測（2011年-2030年）で、2030年の人口を10万5,000人以下と予測している。
出典：ベルリン＝ブランデンブルク統計局、ブランデンブルク州建設交通局、ベルテルスマン財団による詳細なデータはWikimedia CommonsのPopulation Projection Brandenburg にある。

## 市町村

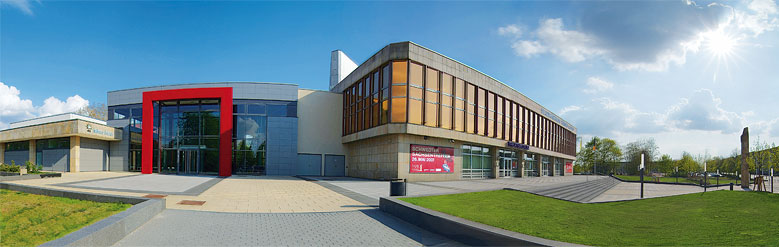
シュヴェート/オーダーの劇場、郡内最大の都市。

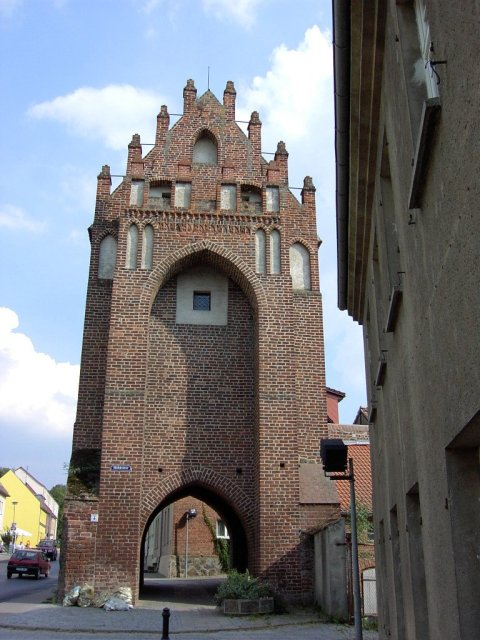
テンプリーンのミューレン門、郡内第3の都市。

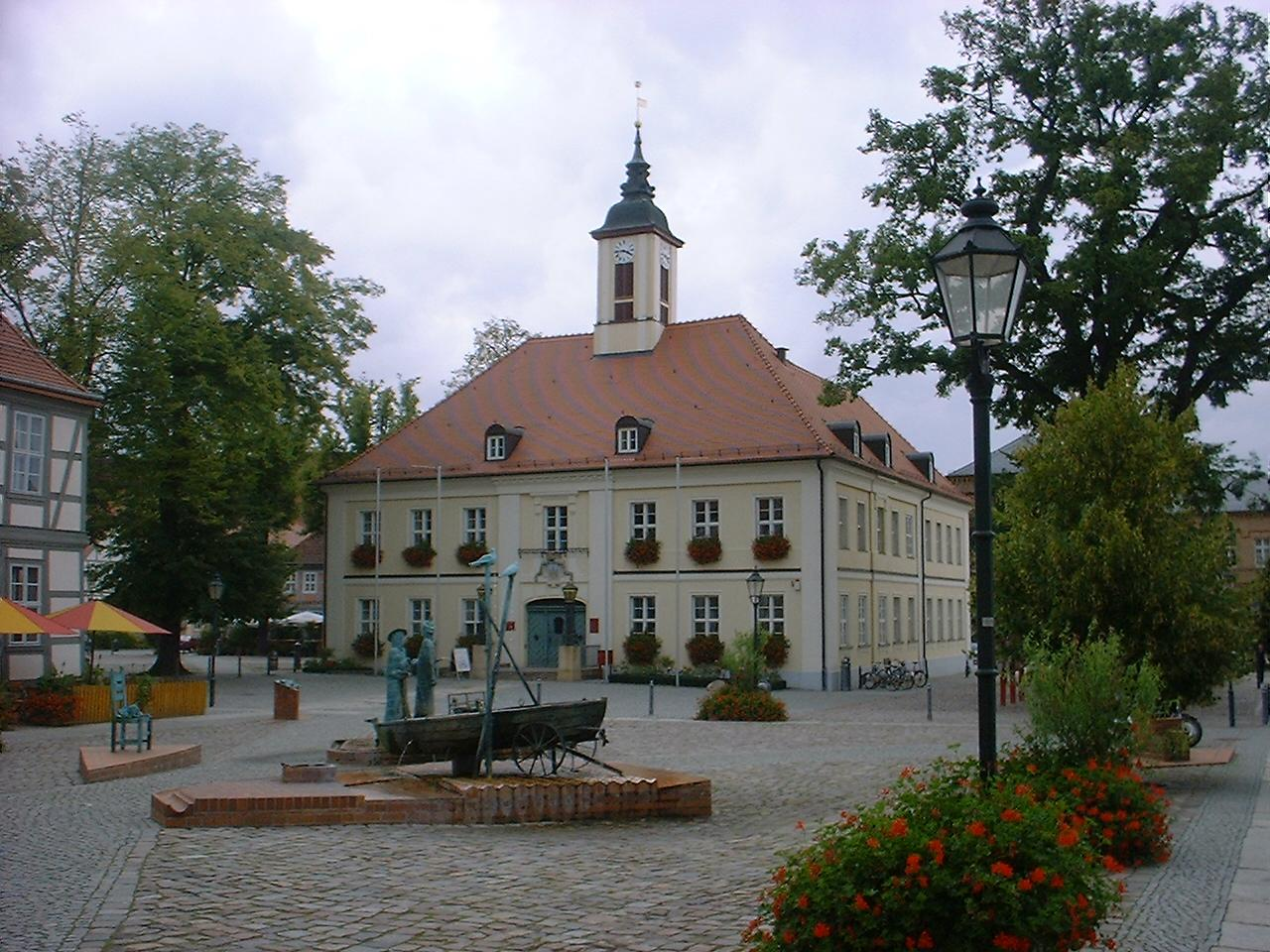
アンガーミュンデのマルクト広場、郡内第4の都市。

2003年の自治体構造改革の決定により、郡内には34の自治体があり、その内都市は7つある。
カッコ内は2023年12月31日における人口である。
| 都市 （¹アムト所属市） 1. アンガーミュンデ（13,775人） 2. ブリュッソウ¹（1,835人） 3. ガルツ (オーダー)¹（2,427人） 4. リューヒェン（3,139人） 5. プレンツラウ（19,022人） 6. シュヴェート/オーダー（33,635人） 7. テンプリーン（15,604人） アムト非所属自治体 1. ボイツェンブルガー・ラント（3,064人） 2. ノルトヴェストウッカーマルク（4,145人） 3. ウッカーラント（2,494人） |

アムト及び所属自治体
| 1. アムト・ブリュッソウ (ウッカーマルク)（4,406人） 1. ブリュッソウ、都市*（1,835人） 2. カルムツォウ＝ヴァルモウ（602人） 3. ゲーリッツ（790人） 4. シェンケンベルク（622人） 5. シェーンフェルト（557人） 2. アムト・ガルツ (オーダー)（6,603人） 1. カーゼコウ（1,841人） 2. ガルツ (オーダー)、都市*（2,427人） 3. ホーエンゼルヒョウ＝グロース・ピンノウ（716人） 4. メシェリーン（786人） 5. タントウ（833人） | 3. アムト・ゲルスヴァルデ（4,274人） 1. フリート＝シュテーゲリッツ（499人） 2. ゲルスヴァルデ*（1,486人） 3. ミルマースドルフ（1,422人） 4. ミッテンヴァルデ（380人） 5. テンメン＝リンゲンヴァルデ（487人） 4. アムト・グラムツォウ（6,757人） 1. グラムツォウ*（1,825人） 2. グリューノウ（980人） 3. オーバーウッカーゼー（1,600人） 4. ランドウタール（896人） 5. ウッカーフェルデ（940人） 6. ツィヒョウ（516人） | 5. アムト・オーダー＝ヴェルゼ（該当する自治体コードがありません: 120,735,310人） 1. ベルクホルツ＝マイエンブルク（該当する自治体コードがありません: 12,073,032人） 2. マルク・ランディーン（該当する自治体コードがありません: 12,073,386人） 3. パッソウ（該当する自治体コードがありません: 12,073,603人） 4. ピンノウ*（885人） 5. シェーネベルク（該当する自治体コードがありません: 12,073,505人） |

## 政治

### 郡長

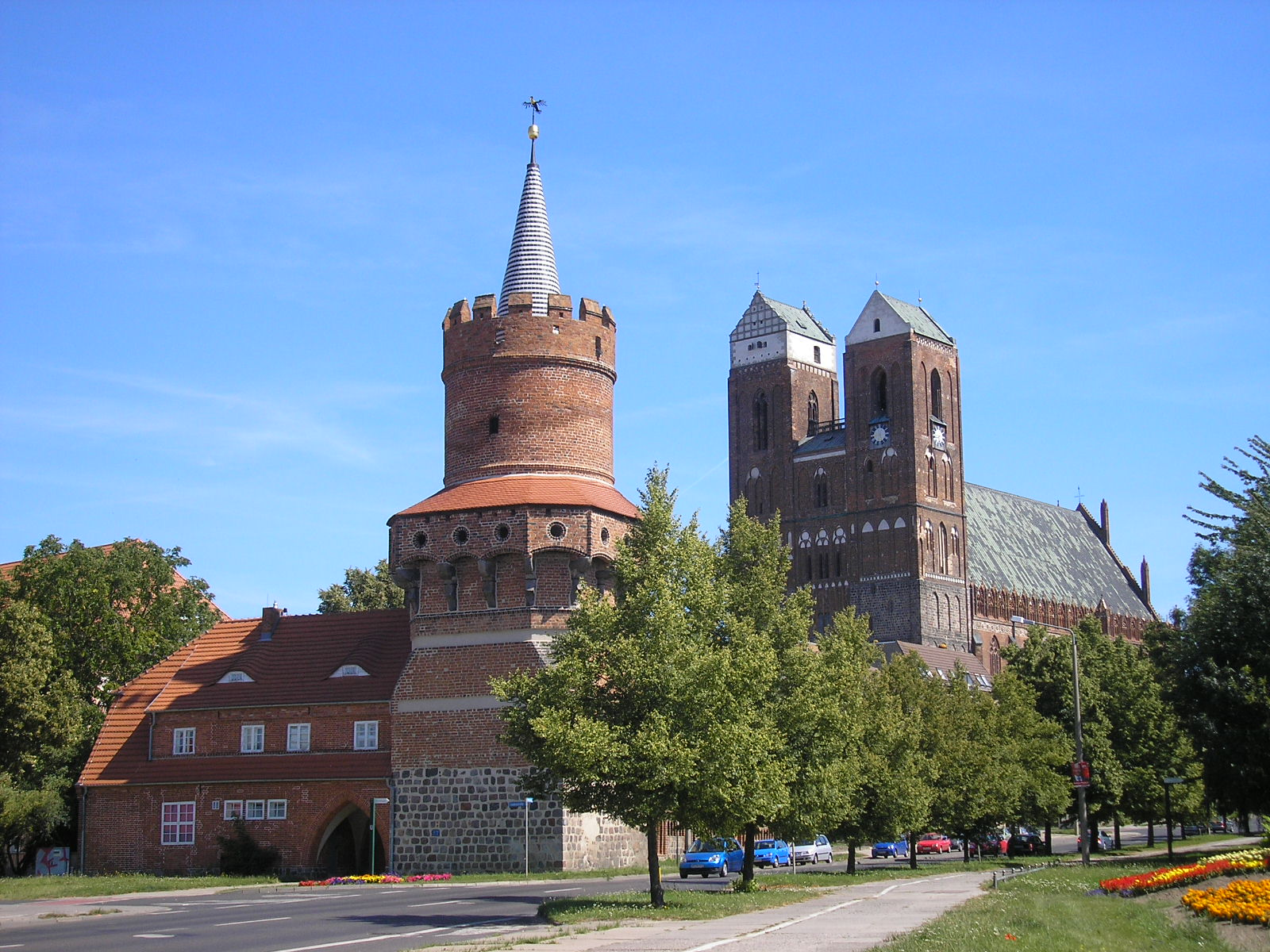
郡行政の拠点プレンツラウ

- 1994–2002：ヨアヒム・ベンティーン（Joachim Benthin, CDU）
- 2002–2010：クレメンス・シュミッツ（Klemens Schmitz, SPD, 後に無所属）
- 2010–：ディートマール・シュルツェ（Dietmar Schulze, SPD）

郡長の選出について見ると、ブランデンブルク州では2010年1月1日以降、直接選挙のみとなっているが、ウッカーマルク郡議会は、既に2009年4月22日にこれを宣言している。2009年10月7日には、郡議会は直接選挙とした自らの決議を破棄し、2009年12月に郡議会で選出しようとしたものの、厳しい批判を招いた。しかしウッカーマルクでの直接選挙は頓挫した。郡長選挙は2010年2月28日に行われ、2010年3月14日には決選投票が行われたが、いずれの候補者も定足数となる全有権者の15％の票を得ること ができなかった。郡長は2010年5月19日に、郡議会で64％を得票し、選出された。

### 郡議会
郡議会は全50議席で、2014年5月25日の選挙結果による議席配分は以下の通り。
| 政党/会派                                        | 議席   |
| ------------------------------------------------ | ------ |
| SPD                                              | 14議席 |
| CDU                                              | 14議席 |
| DIE LINKE.                                       | 9議席  |
| Bauern - Ländlicher Raum (BLR)                   | 3議席  |
| FDP                                              | 3議席  |
| GRÜNE/B90                                        | 2議席  |
| NPD                                              | 2議席  |
| BVB/FREIE WÄHLER                                 | 1議席  |
| Bürgergemeinschaft „Rettet die Uckermark“ (RdUM) | 1議席  |
| AfD                                              | 1議席  |

郡議会では以下の連立会派、SPD/BVB, CDU, DIE LINKE, FDP/AfD, BLR, GRÜNE/RdUMがある。SPD/BVBとDIE LINKEは郡議会内で連立しているが、過半数に達していない（郡長を含め全51議席中25議席）。

### 紋章
紋章は1995年11月8日に承認され、1996年1月1日から公式に使用されている。図案はベルクホルツ出身のハンス・ベンティーン (Hans Benthin) によるものである。
紋章記述：「金地に2本の銀の極細縦帯が付き、幾重にもギザギザが付いた青い桁、これを覆うゴシック様式で、銀の漆喰面があり、開いた門扉がある、鋸壁の壁翼付きの赤いレンガ造りの塔、壁のつくりには外側に向かって傾いた、銀の2つの尖った盾が付く。その右側は金の嘴と爪と、翼に金のクローバーの茎がついた 赤い鷲、左側は直立し、金の嘴と爪のついた赤いグリフィン」。
郡内のアムト、市町村の紋章はウッカーマルク郡の紋章一覧を参照。

## 経済
郡内で州内でも影響力のある地方成長拠点としては、シュヴェート/オーダーにある郡内最大の850ヘクタールの面積をもつ工業地帯が挙げられる。ここには石油精製施設PCK石油精製所と、製紙工場がある。この他の重要な経済には、農業、再生可能エネルギー（プレンツラウでのソーラー・モジュール製造）、農業の事業所でのバイオガス施設、郡内各所の風力発電施設、観光である。郡内には大規模な自然保護区域が3か所あり（下オーダー川渓谷国立公園、ショルフハイデ＝コリーン生物圏保護区、ウッカーマルク湖沼群自然公園）、多くの人々が訪れる。
ウッカーマルクでは6,200社が商工会議所、手工業者組合に登録している。
郡の面積の58％ (17万6,549 ha) は、農業に利用され、その内75 haではタバコが栽培されている。
ウッカーマルク郡内の失業率は14.4 % である（2013年8月）。

## 交通
郡内を通る鉄道路線には、ベルリンを起点にシュトラールズントへ至る路線、シュテティーンへ至る路線、シュヴェート/オーダーへ至る路線がある。
既に1842年にはベルリン＝シュテティーン鉄道会社が現在の郡域を鉄道網に組み入れていた。初の路線はベルリンからアンガーミュンデまでが開通し、数年後にはシュテティーンまで延伸された。1863年にはアンガーミュンデからプレンツラウ、パーゼヴァルクに至る路線が、フォアポンメルンのアンクラムまで延伸された。
1873年には、アンガーミュンデ＝シュヴェート鉄道会社によってシュヴェート・アン・デア・オーダーとアンガーミュンデが結ばれた。これに続き1877には、バート・フライエンヴァルデ（キュストリーン方面）に至る短絡線（アンガーミュンデ-バート・フライエンヴァルデ線 ）がベルリン＝シュテティーン鉄道会社によって建設された。
プロイセン国鉄は1888年にレーヴェンベルク (マルク)を起点として、当時のテンプリーン郡をベルリン北部線と接続した。これはレーヴェンベルク-プレンツラウ線であり、1899年にプレンツラウ駅 まで開通した。また1898年から1899年にかけてフュルステンベルクからエーバースヴァルデを結ぶ路線（ブリッツ-フュルステンベルク線）を開通させた。この両路線によってテンプリーンはこの地方の交通の要所となった。
プレンツラウを起点としてシュトラースブルク (ウッカーマルク)に至る路線、またダンメ、ブリュッソウに至る路線は、いずれも1898年にプレンツラウ郡営鉄道が完成させた。その後、路線網は延伸、また分岐によって拡充し、1902年にはフュルステンヴェルダー（郡営線）、レクニッツ、クロッコウへ、1906年にはアンガーミュンデ郡営鉄道によってダンメからシュテティーン線のシェーナーマルクまで建設された（シェーナーマルク-ダンメ郡営線）。クロッコウを起点に1908年からクロッコウ-パーゼヴァルク軽便線が北方に延伸されたが、戦後までには貨物列車が通るのみとなった。
プロイセン国鉄も1913年までに路線網を拡充した。
- （テンプリーン–）フェーアクルーク–フュルステンヴェルダー線（ドイツ語版）
- タントウ–ガルツ線（ドイツ語版）

カーゼコウ–ペンクーン–オーダー軽便線 は1899年から狭軌線でオーダー川とランドウ＝ブルッフ (Randow-Bruch) を結び、シュテティーンの郊外まで至る路線であった。
オーダー川は、内陸水運の水路である。郡内にはこの他にも、連邦自動車道路11号線と連邦自動車道路20号線が通っている。

## ナンバープレート
1994年1月1日以来、識別記号の「UM」が割り当てられ、使用されている。
2000年頃までの旧郡時代には、特別なナンバーが与えられていた。
| 地域                                            | アルファベット | 数字       |
| ----------------------------------------------- | -------------- | ---------- |
| 旧プレンツラウ郡                                | A から G       | 1 から 999 |
| 旧プレンツラウ郡                                | AA から GZ     | 1 から 999 |
| 旧アンガーミュンデ郡と都市シュヴェート/オーダー | H から R       | 1 から 999 |
| 旧アンガーミュンデ郡と都市シュヴェート/オーダー | HA から RZ     | 1 から 999 |
| 旧テンプリーン郡                                | S から Z       | 1 から 999 |
| 旧テンプリーン郡                                | SB から ZZ     | 1 から 999 |

2014年4月3日からはこれに加えて、「ANG」（アンガーミュンデ）、「PZ」（プレンツラウ）、「SDT」（シュヴェート/オーダー）、「TP」（テンプリーン）が利用可能となった。

## その他
郡内では、低地ドイツ語の一部である東低地ドイツ語が話される。
郡内の最大面積の自治体で上位4位は、テンプリーン (377 km²)、アンガーミュンデ (326 km²)、ノルトヴェストウッカーマルク (253 km²)、ボイツェンブルガー・ラント (216 km²) である。